# Bois d'Hermet
Pour les articles homonymes, voir Hermet.
Le Grand - et le Petit Hermet forment des bois situés sur les communes de Mézangers, Deux-Évailles et Jublains en Mayenne. La voie romaine de Jublains à Angers traversait l'étang d'Hermet.

## Désignation
- Nemus de Hermetz, 1220[1]
- Le boys de Hermez, 1292[2]
- Hermer, 1457[3]
- Hermez, 1498[4]
- Hermer, 1559[5]
- Hermez, 1580[6]
- Le grand chemin tendant de Neau à Hermet, 1585[7]
- Hermer, 1588[8]
- Hermet, 1610[3]. Cette orthographe a prévalu.
- Hermet : bois, manoir, étang, forge, chapelle de Sainte-Anne. (Cartes de Jaillot et Cassini).

hermet : « terrain en friche ».

## Histoire
L'ensemble du domaine avec son fief était dans la mouvance de Sainte-Suzanne et dans celle de Mayenne par Montgiroux. la rivière de la bonde fondrière et des bourbiers faisait le partage (1751).

### Seigneurs d'Hermet

Armes des Brée : d'argent à deux fasces de sable au sautoir de gueulles brochant sur le tout

La famille de Brée a pris naissance à une lieue d'Évron au pays du Maine, tirant son origine et son nom de Brée de l'ancienne châtellenie de ce nom, qu'elle a toujours possédée avec les terres de Montsûrs et de Hermet, que l'on remarque être entrée par alliance sur la fin du siècle … dans la maison de Beaumont-au-Maine. En effet, les châtellenies de Brée, de Montsûrs et d'Hermet furent données en dot l'an 1270, à Jeanne de Beaumont, fille de Louis de Brienne, qui prit le nom de Beaumont à cause de Agnès de Beaumont-au-Maine, sa femme.

Armes des Beaumont : chevronné d'or et de gueules de VIII pièces

- Guillaume du Teil concède droit d'usage aux religieux d'Évron pour leur prieuré du champ de la vigne dans son bois d'Hermet, de Langé et de Bois-Robert, en 1220.
- Mais la plus grande partie appartenait, à la fin du XIIIe siècle, à la maison de Laval par suite de son alliance avec celle de Beaumont-Brienne.

- Jean Girard, seigneur de Barenton, 1457, 1463
- René Girard, chevalier, seigneur de Bazeille, 1473, mari de Jeanne Tibergeau, laquelle convola avec François de la Chapelle, seigneur de Saint-Christophe.
- René Girard, 1498 ; il avait donné à Mézangers, avant 1530, une bannière à ses armes.
- René Girard fait son testament le 17 février 1553 et demande à être porté à Colombiers par treize pauvres.
- Nicolas de Launay, seigneur d'Onglée, veuf de Renée de Bouillé, héritière du précédent, 1559.
- Jean de Launay, chevalier de l'ordre du roi, mari de Louise de Villiers; il achète du roi de Navarre les bois et landes de Langé, 1575.
- Pierre de Launay, seigneur de Moncor, la Malindrière, Monnée, 1610, 1621.
- Nicolas de Sainte-Marthe, lieutenant-général à Poitiers, époux d'Urbaine de Launay, veuve en 1648.
- Louis-François Lefebvre de Caumartin, conseiller d'État, maître des requêtes, marié en 1652 à Marie-Urbaine de Sainte-Marthe, veuf en 1654, mort en 1687.
- Louis-Urbain Lefebvre de Caumartin, marquis de Boissy, intendant des finances; il baille en 1699[10]  les fief, terre, seigneurie et forge d’Hermet, à Maître Louis CHAPELLE, avocat en parlement, et procureur fiscal du comté et parlement de Laval, demeurant au dit Laval, paroisse de la Sainte-Trinité ; il donne en 1701, à rente foncière, les fiefs, terre et seigneurie d'Hermet à Benjamin Mauduit, sieur du Bignon, mari de Jeanne Loiseau. Désormais, l'industrie du fer prime le domaine féodal.
- Jacques Pavy, sieur du Tertre, fils d'Olivier Pavy et de Marie Beunaiche, marié en 1708 à Jeanne-Anne Mauduit, et en secondes noces à Joséphine-Louise Frin, fille de Charles Frin, sieur des Touches, négociant à Laval, et de Jacquine-Marie Moraine, mort en 1736.
- Louis Pouyvet de La Blinière, commissaire aux requêtes, seigneur de Bourgon, par acquisition du 11 septembre 1740 de Jacques Pavy, fils du précédent.

La terre comprenait alors "manoir, maisons de forgerons, forges, fourneaux, affinerie, fenderie, chaufferie, étangs d'Hermet et de Champ-de-Vigne, emplacement du moulin, landes de Champ-de-Vigne, chapelle, fief et seigneurie du bois-Marteau" et huit métairies.
Les héritiers de Louis Pouyvet de La Blinière vendent par contrats en 1768 devant Bronod et Maigret, à Pierre Le Nicolais: 1. La terre de Neuvillette, en Jublains, 2. La terre d'Hermet, en Mézangers, et de Bourgnouvel, 3. La terre de Bourgon, en Loiron, 4. La terre de Bourgon, en Montourtier. Les biens comprenaient entre autres les grosses forges, fourneaux et fenderie d’Aron, la maison d’habitation du maître de forge, les cours et jardins, les bâtiments servant aux ouvriers …, et les étangs.

## Les forges d'Hermet
Les forges d'Hermet sont signalées dès 1588 . On y cuisait aussi de la chaux. Avant 1760, elles étaient unies à celles d'Aron, où l'on transportait les fontes d'Hermet.

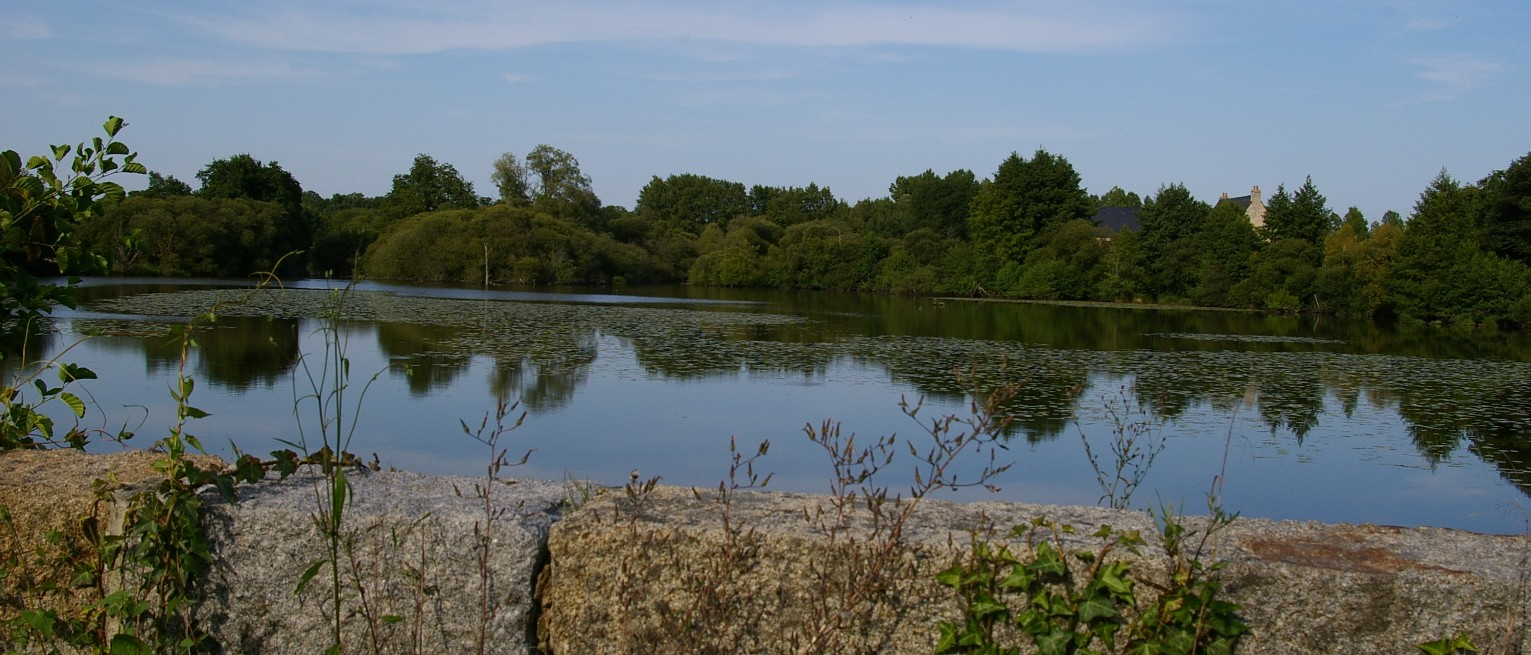
L'étang des forges d'Hermet

Les fourneaux consommaient alors 160 arpents de bois de 18 ans chaque année. Le fer, qui était cassant, se vendait à Mayenne, Angers et Chanu. Lors de la Chouannerie, les forges, unies à celles d'Aron, sont réquisitionnées pour la fabrique des armes portatives, avec obligation aux fermiers voisins de voiturer le minerai (25 juillet 1794). Le 8 mai 1795, les insurgés réunis dans le bois mettent l'étang à sec. Le 13 novembre 1799, Gaultier, directeur des forges d'Aron, écrit que les insurgés ont coulé 112 boulets aux forges d'Hermet. "Ils avaient un mouleur adroit. On croit cependant que les boulets fondus étaient trop gros pour leurs canons", écrit l'Abbé Angot. "Ils ont fait couler 2600 livres de fonte en boulets", dit Margeret, commandant à Mayenne, le 13 janvier 1800.

Reprises plus tard, les forges d'Hermet ont été éteintes vers 1859.

"M. Gaston de Hercé, louvetier du département, s'était aménagé un modeste logis dans les dépendances de la forge supprimée, et les chenils de sa meute sont encore là comme souvenir d'une autre époque de vie et de mouvement pour ce coin de forêt" (Abbé Angot).

### Maitres de forges
Les Maîtres de forges :

- Jacques Treton, 1634, 1637
- Marguerite Moutardeau du Cerisier, inhumée à Mézangers, 1655
- Thomas Angot, sieur de Vaubourgel, époux de Marie Bavoust, 1688, 1690
- Benjamin Mauduit, maître et propriétaire des forges, 1701
- Jacques Pavy, gendre du précédent
- Étienne Blin, fils de Jacques Blin, receveur du domaine du roi à Séez; il épouse à Livet en 1735 Jeanne Pommier, fille de Jean Pommier, notaire.

MM. de Choiseul et d'Estrées, barons de Sainte-Suzanne, avaient demandé à faire le retrait féodal pour empêcher le seigneur de Bourgon, Joseph Pouyet de la Belinière, d'être maître de faire tomber le prix du bois, qui ne pouvait être vendu qu'à lui seul s'il avait toutes les forges, mais ce projet n'eut pas lieu.

## À voir
- Deux-Évailles, Jublains
- Étang de la fenderie (plan d'eau aménagé)
- Château de Trancalou
- Forges de Moncor à Chammes
- Jublains cité romaine
- Le Montaigu à Hambers
- Parc des Forges d'Aron
- Évron, Mézangers
- Étang du Gué-de-selle
- Château de Sainte-Suzanne (Mayenne), cité médiévale
- Château de Bourgon
- Église Saint-Vigor de Neau
- Brée

## Sources et bibliographie
« Bois d'Hermet », dans Alphonse-Victor Angot et Ferdinand Gaugain, Dictionnaire historique, topographique et biographique de la Mayenne, Laval, A. Goupil, 1900-1910 [détail des éditions] (BNF 34106789, présentation en ligne)